# أسامة الوسلاتي
أسامة الوسلاتي، من مواليد 24 مارس 1996، لاعب تايكوندو تونسي، أحرز أسامة وسلاتي ميدالية برونزية في وزن 80 كيلوغراما ضمن منافسات التايكوندو في الألعاب الأولمبية الصيفية 2016.

## روابط خارجية
- أسامة الوسلاتي على موقع TaekwondoData.com (الإنجليزية)
- أسامة الوسلاتي على موقع اللجنة الأولمبية الدولية (الإنجليزية)
- أسامة الوسلاتي على موقع أوليمبيديا (الإنجليزية)